# Tjele kommun
Tjele kommun (danska: Tjele Kommune) var en kommun i dåvarande Viborgs amt i nordvästra Danmark. Kommunen omfattade ett område i den norra delen av halvön Jylland, mellan städerna Viborg och Randers. De största orterna i kommunen var Ørum och Hammershøj.
Sevärdheter i dåvarande Tjele kommun är Tjele Langsø, Ø Bakker, Lindum Skov och Tjele herrgård. Den största arbetsgivaren var Forskningscenter Foulum.
Thiele är en föråldrad stavning av Tjele. Stavningen förekommer i litteratur, till exempel i Steen Steensen Blichers verk, och som familjenamn.

## Administrativ historik
Tjele kommun grundades vid kommunreformen 1970 genom en sammanslagning av fem tidigare kommuner:
- Vammen-Lindum-Bigums landskommun
- Rødding-Løvel-Pederstrups landskommun
- Vorning-Kvorning-Hammershøjs landskommun
- Tjele-Nørre Vinge landskommun
- Ørum-Viskum-Vejrums landskommun

Den omfattade 14 socknar:
- Bigums socken (Nørlyngs härad)
- Hammershøjs socken (Sønderlyngs härad)
- Kvornings socken (Sønderlyngs härad)
- Lindums socken (Nørlyngs härad)
- Løvels socken (Nørlyngs härad)
- Nørre Vinge socken (Sønderlyngs härad)
- Pederstrups socken (Nørlyngs härad)
- Røddings socken (Nørlyngs härad)
- Tjele socken (Sønderlyngs härad)
- Vammens socken (Nørlyngs härad)
- Vejrums socken (Sønderlyngs härad)
- Viskums socken (Sønderlyngs härad)
- Vornings socken (Sønderlyngs härad)
- Ørums socken (Sønderlyngs härad)

Även mindre delar av socknarna Lee och Mammen kom att ingå i Tjele kommun. Resten av dessa socknar kom att ingå i Bjerringbro kommun. Bjerringbro kommun fick också en mindre del av Viskums socken. 
Kommunen upphörde vid kommunreformen 2007 då den uppgick i Viborgs kommun.

## Borgmästare
- Niels Pedersen, 1 april 1970–31 december 1985[1]
- Jens Jørgen Therkelsen, 1 januari 1986–31 december 1993[1]
- Steffen Andreasen, 1 januari 1994–31 december 2001[1]
- Anna Margrethe Kaalund, 1 januari 2002–31 december 2006[1]

Denna lista hämtas från Wikidata. Informationen kan ändras där.